# Ormberget (Luleå)
Ormberget est une une zone de plein air et un quartier de Luleå en Suède,.
La zone de loisirs Ormberget est l'extrémité nord-ouest de la réserve naturelle de  Ormberget-Hertsölandet.

## Description
Ormberget est une installation d'exercice et de plein air s'etendant sur 132 hectares. 
Dans la zone de plein air se trouvent des pistes de ski bien préparées, une installation de biathlon et du ski alpin à Ormbergsbacken en hiver. A côté de la piste de slalom se trouve une piste de luge. En été, il y a des pistes d'exercices pour la course à pied, des pistes cyclables pour les VTT et un multipiste pour les parasports et le ski à roulettes,.
Le vaste système de sentiers de randonnée et d'exercice beneficie d'un avec éclairage nocturne.
En hiver, les sentiers deviennent des pistes de ski de fond. 
Ormberget a aussi un stade de biathlon, une salle de sport, un restaurant, un vestiaire, une douche, une salle de relaxation et un sauna.

## La piste de ski
Ormbergsbacken est une piste technique et familiale, adaptée aux enfants et aux débutants, la hauteur de dénivelé est d'environ 45 mètres et la longueur de la piste est d'environ 270 mètres. 
Il est possible de faire du ski et du snowboard. À côté de la piste de ski se trouve également une grande piste de luge,..

## Pistes de ski et d'exercice
Sur Ormberget et le Hertsölandet voisin, il existe un vaste système de pistes éclairées. 
En été, il y a des pistes de jogging et en hiver des pistes de ski. La longueur totale des pistes est d'environ 25 km et il existe des pistes balisées d'une longueur de 1,5 à 10 km.
Les pistes de ski de fond sont très variées et conviennent aussi bien aux skieurs récréatifs qu'aux skieurs plus avancés.
Pour les skieurs de fond, il y a une cabine chauffée et un stand au départ. 
Les pistes passent devant le stade de biathlon qui dispose de 30 couloirs de tir,..

## Dressage de chiens de traîneau
En hiver, L’entraînement des chiens de traîneau est autorisé sur la boucle d’exercice rouge et jaune :  
Lundi, jeudi et vendredi de 20h00 à 22h00, dimanche de 18h00 à 22h00. 
Le sentier Gamla Hagaviksvägen est préparé en hiver pour marcher et skier avec des chiens. 
Sa longueur est de 3,2 km, le sentier n'est pas éclairé,.

## Transports
La ligne de bus 2 dessert le quartier.
| Ligne | Trajet                                      | Longueur | Arrêts | Réfs.   |
| ----- | ------------------------------------------- | -------- | ------ | ------- |
| 1     | Hertsön - Centrum - Hôpital de Sunderby     | 25,5 km  | 36-37  | Ligne 1 |
| 1     | Hôpital de Sunderby - Centrum - Hertsön     | 25,5 km  | 38-39  | Ligne 1 |
| 2     | Björkskatan - Centrum - Hôpital de Sunderby | 23 km    | 33     | Ligne 2 |
| 2     | Hôpital de Sunderby - Centrum - Björkskatan | 23 km    | 34     | Ligne 2 |
| 3     | Björkskatan - Centrum - Bergnäset           | 12 km    | 26     | Ligne 3 |
| 3     | Bergnäset - Centrum - Björkskatan           | 12 km    | 27     | Ligne 3 |
| 4     | Aéroport de Luleå - Centrum - Aurorum       | 16 km    | 28     | Ligne 4 |
| 4     | Aurorum - Centrum - Aéroport de Luleå       | 16 km    | 28     | Ligne 4 |
| 5     | Hertsön - Centrum - Aurorum                 | 16 km    | 32-33  | Ligne 5 |
| 5     | Aurorum - Centrum - Hertsön                 | 16 km    | 34-35  | Ligne 5 |

## Galerie

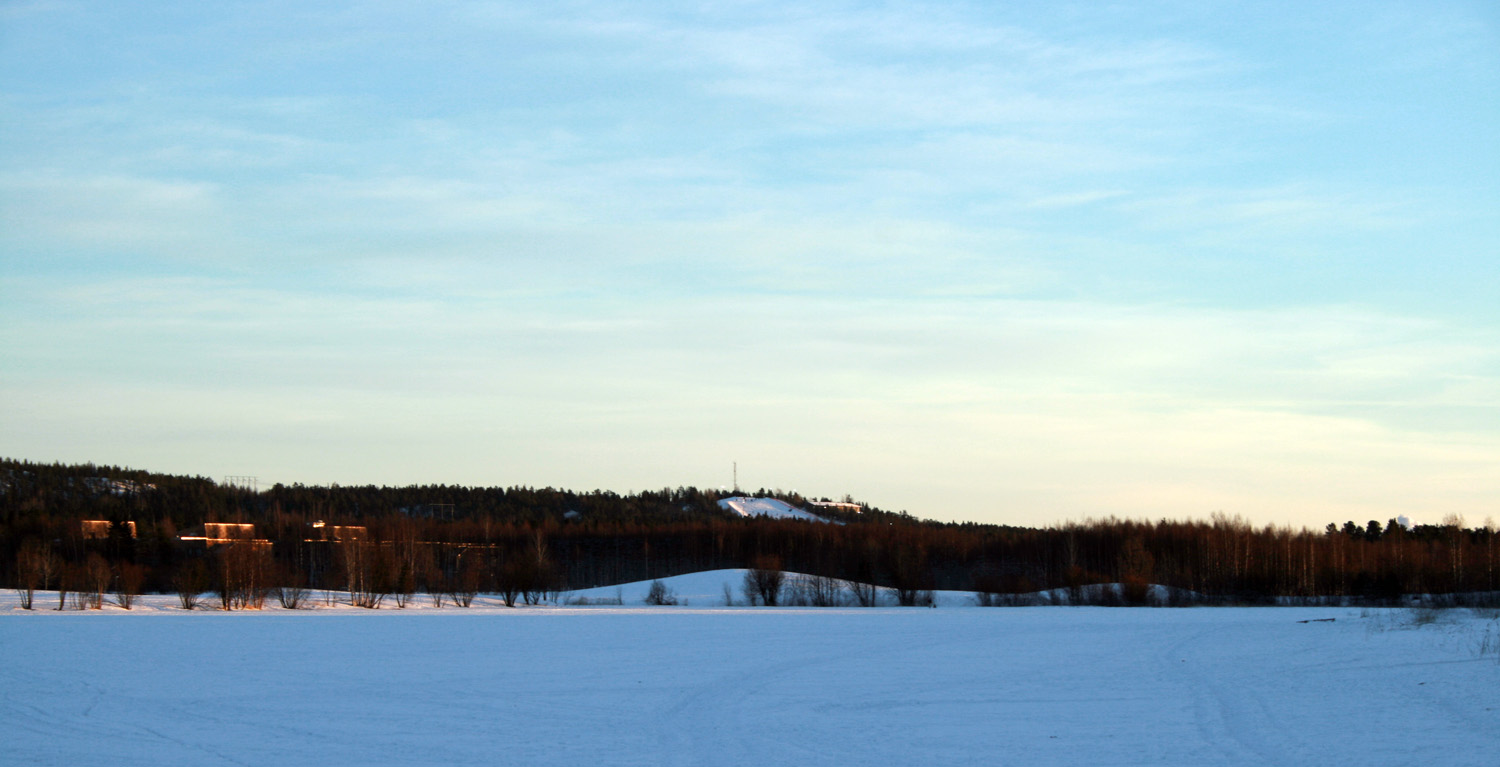
Ormberget en février.